# Плавучий кран

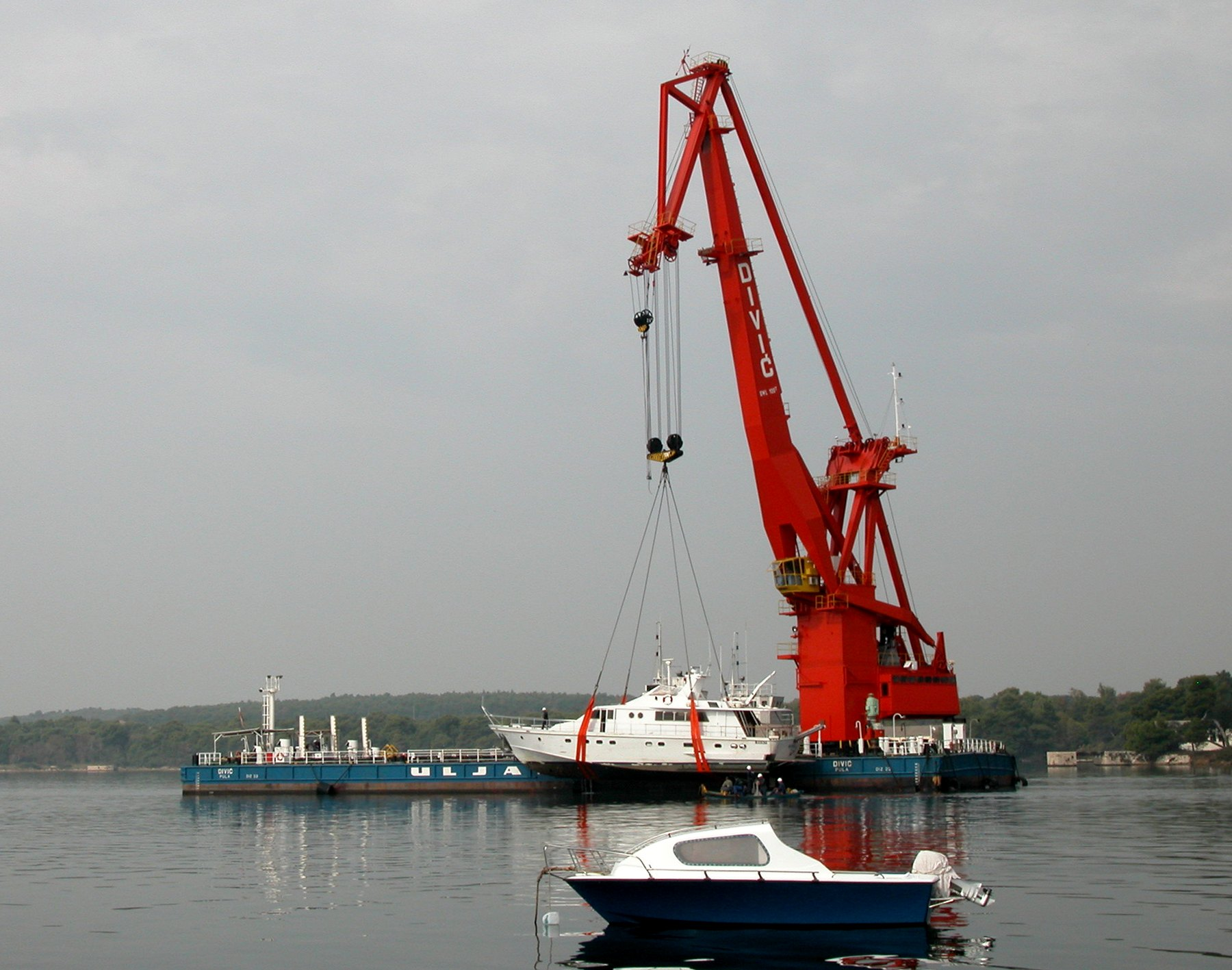

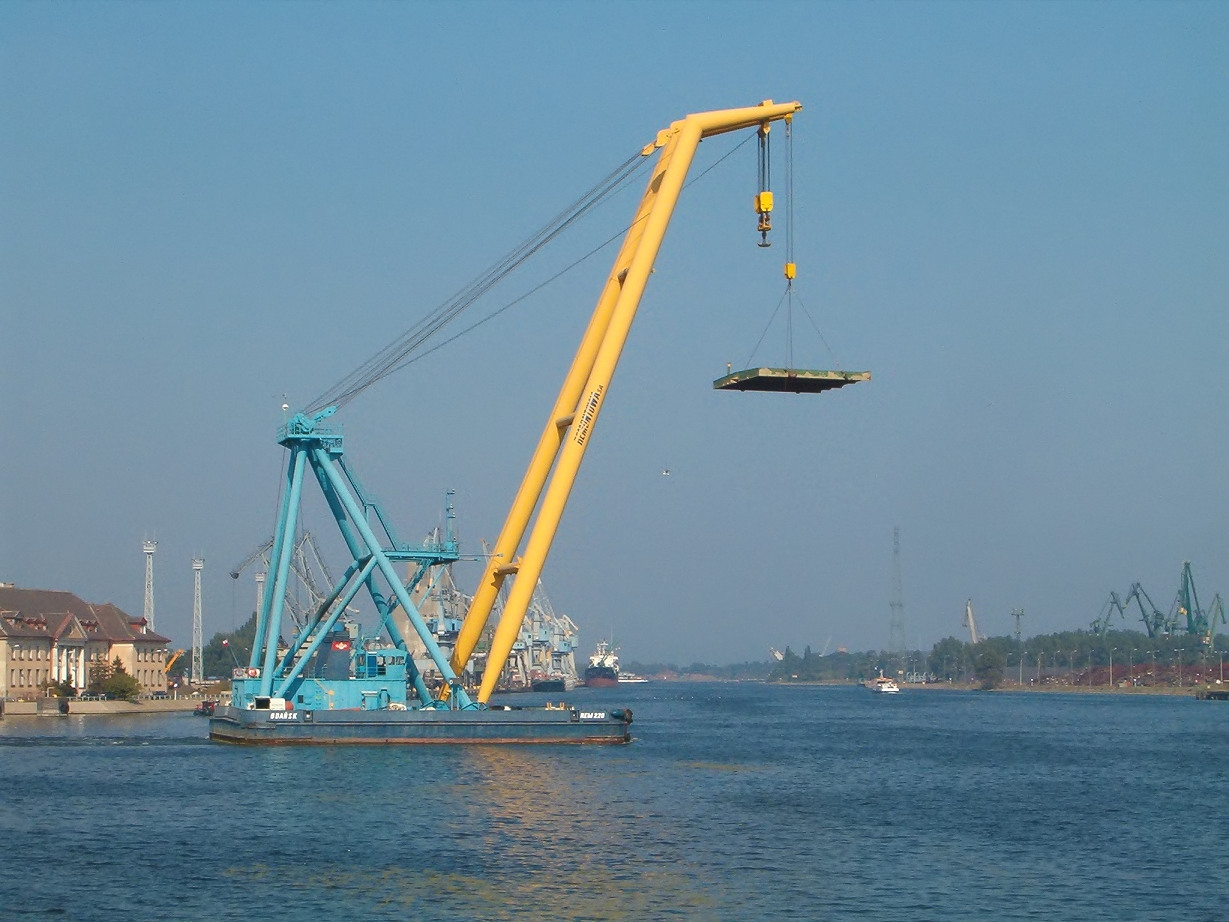

Плавучий кра́н (англ. Floating crane или фр. Grue flot-tante) — плавучее сооружение, кран стрелового типа на самоходном или несамоходном понтоне, предназначенном для его установки и передвижения.
Основными требованиями Морского Регистра, предъявляемые к понтонам плавучих кранов — прочность конструкции, плавучесть и остойчивость.

## Классификация
Плавучие краны

### Конструкция верхнего строения
По конструкции верхнего строения плавучие краны разделяют на неповоротные, поворотные и комбинированные, которые в свою очередь также подразделяются на виды.   

#### Неповоротные
К этому типу относят:
- Мачтовые краны (с неподвижными мачтами) имеют простую конструкцию и малую стоимость. Горизонтальное перемещение груза осуществляется при перемещении понтона. Поэтому производительность таких кранов очень мала[3].
- Козловые[3].
- Краны с качающейся (наклоняющейся) стрелой. Краны с наклоняющимися стрелами наиболее пригодны для работы с тяжеловесными грузами и при переменном вылете более производительны, чем мачтовые. Они имеют простую конструкцию, малую стоимость и большую грузоподъёмность. Стрела таких кранов состоит из двух стоек, сходящихся к вершине под острым углом, и имеет шарнирное закрепление в носовой части понтона. Подъём стрелы осуществляется жёсткой штангой (гидроцилиндром, зубчатой рейкой или винтовым устройством) или с помощью полиспастного механизма (например, на кране «Витязь»). Стрелу в транспортном положении закрепляют на специальной опоре. Для выполнения этой операции используют стрелоподъёмную и вспомогательную лебёдки[3].

#### Поворотные
Также называются универсальными. Поворотные краны — наиболее производительны: их стрелы не только наклоняются, но и вращаются вокруг вертикальной оси. Грузоподъёмность таких кранов измеряется в широких пределах и может достигать сотен тонн. Поворотные краны в свою очередь разделяют на:
- С поворотной платформой или колонной[3].

#### Комбинированные
К этому типу можно отнести плавучие козловые краны, по мосту которых передвигается поворотный кран. Плавучий козловой кран — обычный козловой кран, установленный на понтоне. Мост крана расположен вдоль продольной оси понтона, а его единственная консоль выступает за контуры понтона на расстояние, иногда называемое внешним вылетом. Внешний вылет обычно составляет 7—10 м. Грузоподъёмность плавучих козловых кранов достигает 500 т. Однако, вследствие большой металлоёмкости плавучие козловые краны в СССР не производились.

### Назначение
Плавучие краны по назначению делят:
- Краны для погрузочно-разгрузочных работ в портах[3].
- Краны для монтажных работ[3].

## Описание
Плавучие краны могут быть самоходными и несамоходными. Если кран должен обслуживать несколько портов или перемещаться на значительные расстояния — он должен быть самоходным. В этом случае применяют понтоны с корабельными обводами.

## Перегрузочные краны
Согласно ГОСТ 5534-79:
- Грузоподъёмность перегрузочных кранов составляет 5, 16 и 25 т[3].
- Максимальный вылет стрелы — 30 м[3].
- Минимальный вылет стрелы — 9-11 м[3].
- Высота подъёма над уровнем воды — 18,5-25 м[3].
- Глубина опускания ниже уровня воды (например, в трюм судна) — не менее 11-20 м[3].

## Монтажные краны

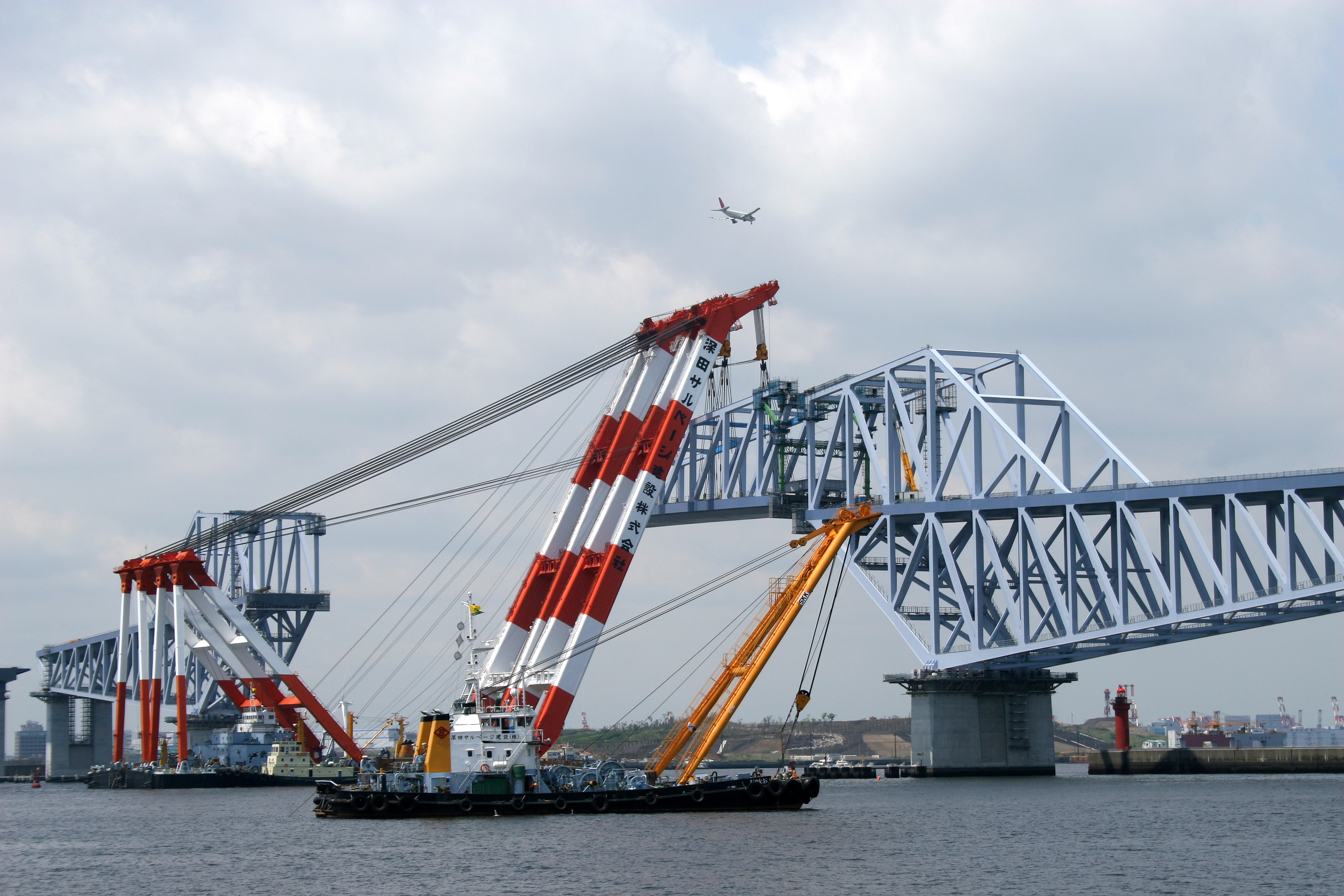
Кран строит мост, Токио, 2010

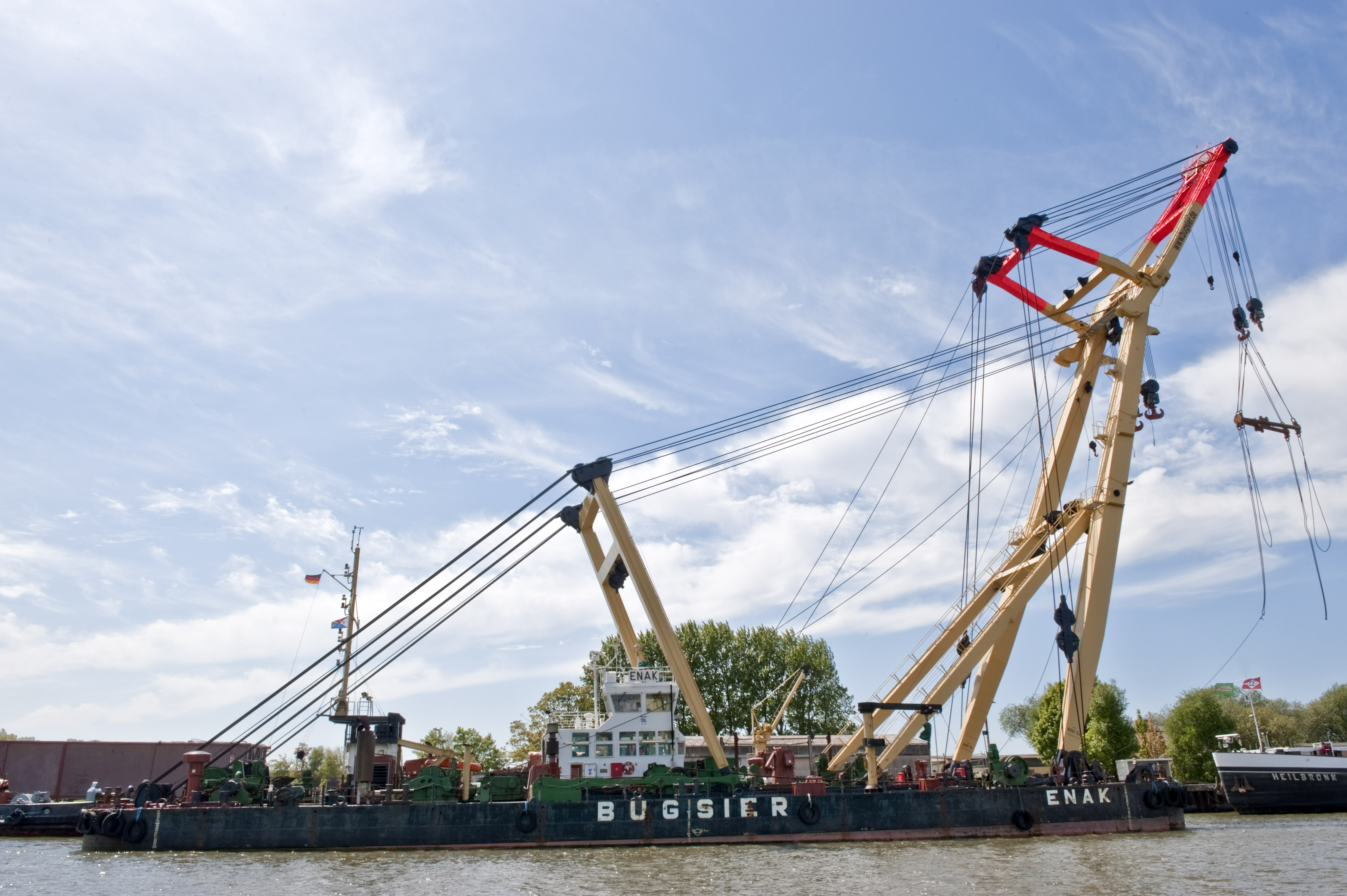
Кран ENAK, 2010

Плавучие краны, предназначенные для монтажных работ, используют при возведении гидротехнических сооружений, для работы на судостроительных и судоремонтных заводах. Обычно такие краны обладают большой грузоподъёмностью:
- Кран производства «Demag» грузоподъёмностью 350 т использовался при реконструкции ленинградских мостов, при монтаже 80 «тонных» кранов, при переноске портальных кранов из одного района порта в другой и т.д[3].
- Кран производства ЗПТО им. Кирова грузоподъёмностью 250 т был изготовлен для монтажа нефтяных вышек на Каспийском море[3].
- Плавучий кран «Черноморец» грузоподъёмностью 100 т и плавучий кран «Богатырь» грузоподъёмностью 300 т удостоены Государственной премии СССР[3].
- Плавучий кран «Витязь» грузоподъёмностью 1600 т применяют при работе с тяжёлыми грузами: при установке на опоры смонтированных на берегу конструкций моста через реку. Помимо главного подъёма, этот кран имеет вспомогательный, грузоподъёмностью 200 т. Вылет главного подъёма 12 м, вспомогательного — 28,5 м. [3].
- Плавучий кран Захарий LK-600 построен для монтажа Подольского мостового перехода в Киеве (Украина).

## Устройство
Плавучие краны состоят из верхнего строения (собственно крана) и понтона. Преимуществом плавучих кранов являются способность перемещаться из одного порта в другой и сравнительно малая стоимость при большой грузоподъёмности. Несколько плавучих кранов грузоподъёмностью от ста до нескольких сот тонн могут перегружать любые грузы в пределах большой акватории.
Понтоны, подобно корпусам судов состоят из поперечных (шпангоутов и палубных бимсов) и продольных (киля и кильсонов) элементов, обшитых листовой сталью. По форме понтоны представляют собой параллелепипед с закруглёнными углами, либо имеют корабельные обводы. Понтоны с прямоугольными углами имеют плоское дно и срез в кормовой (или носовой) части. Иногда кран монтируют на двух понтонах (кран-катамаран). В этих случаях каждый понтон имеет более или менее ясно выраженный киль и форму, аналогичную форме корпусов обычных судов. Понтоны плавучих кранов иногда делают непотопляемыми, то есть снабжают продольными и поперечными переборками.
Для увеличения остойчивости плавучего крана, то есть способности возвращаться из отклонённого положения в первоначальное после снятия нагрузки, понижают его центр тяжести. Для этого избегают высоких надстроек, а жилые помещения для команды крана и склады помещаются внутри понтона. На палубу выносится только рубка, камбуз и столовая. Внутри понтона, вдоль его бортов, располагают танки (цистерны) для дизельного топлива и пресной воды.
Механизмы плавучих кранов имеют, как правило, дизель-электрический привод. В качестве движителей используют гребные винты или крыльчатые движители.

## Применение
Плавучие краны предназначены для работ, производимых на плаву. Для массовых перегрузочных работ используют краны (обычно несамоходные) грузоподъёмностью до 25 т с вылетом до 35 м; для перегрузки судов-тяжеловесов, а также для производства строительно-монтажных, судостроительных и аварийно-спасательных работ — поворотные краны грузоподъёмностью до 350 т (обычно самоходные) с вылетом до 60 м.

## Маркировка кранов
- Маркировка кранов